# 8a etapa del Tour de França de 2013
La 8a etapa del Tour de França de 2013 es disputà el dissabte 6 de juliol de 2013 sobre un recorregut de 195 km entre la vila de Castres (Tarn) i l'estació d'esquí d'Ax 3 Domaines (Arieja).
El vencedor de l'etapa fou el britànic Christopher Froome (Team Sky), que dinamità l'etapa a manca de 5 km, i que també es va vestir amb el mallot groc i de la muntanya. El seu company d'equip Richie Porte arribà a 51", mentre Alejandro Valverde (Movistar Team) perdé poc més d'un minut.

## Recorregut

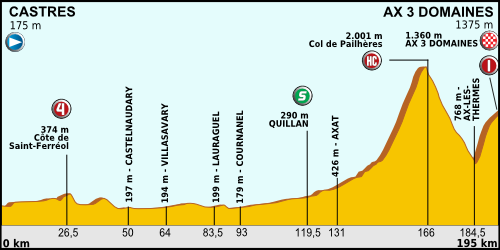
Recorregut de la 8a etapa

Primera etapa pirinenca entre la vila de Castres, al departament del Tarn i l'estació d'esquí d'Ax 3 Domaines, a l'Arieja. L'etapa es divideix en dues parts ben diferenciades. Els primers 120 km, fins a l'esprint intermedi de Quilhan, són totalment plans, amb una petita dificultat muntanyosa puntuable de quarta categoria al km 26,5, la cota de Saint-Ferréol. Per contra, els darrers 70 km d'etapa són totalment diferents, ja que s'enllacen les dues primeres grans ascensions de la present edició, el coll de Pailhères (km 166), una llarga ascensió de 15,3 km al 8% de mitjana fins als 2.001 msnm, Souvenir Henri Desgrange de la curs, i l'ascensió final fins a l'estació d'esquí d'Ax 3 Domaines, amb 7,8 km al 8,2%, que es corona a poc més d'un quilòmetre de l'arribada.

## Desenvolupament de l'etapa

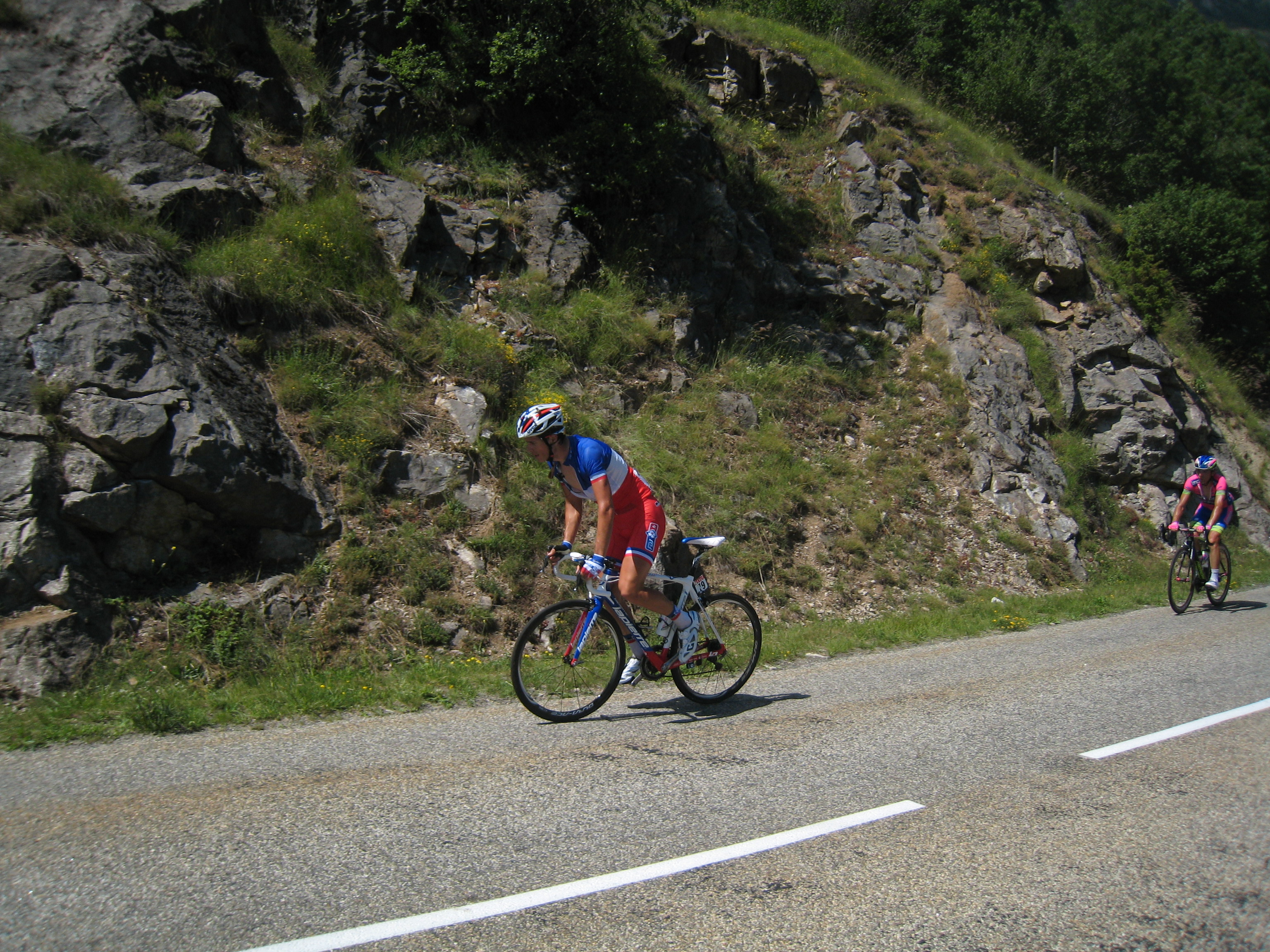
Arthur Vichot al coll de Pailhères.

Només iniciar-se l'etapa Jean-Marc Marino (Sojasun) llança un atac, que és seguit en quilòmetres posteriors per Johnny Hoogerland (Vacansoleil-DCM), Christophe Riblon (AG2R La Mondiale) i Rudy Molard (Cofidis), unint-se tots plegats al km 9. Al pas per la cota de Saint-Ferréol els escapats disposen de 9 minuts i al km 40 arriba fins als 9' 50", moment en què el Team Sky i l'Orica-GreenEDGE es posa al capdavant del grup principal per controlar l'escapada. Al pas per l'esprint de Quilhan (km 119,5) la diferència s'havia reduït a 4' 35". A mesura que s'acostava l'ascensió al coll de Pailhères el ritme del gran grup, liderat pel Team Saxo-Tinkoff i Belkin Pro Cycling Team, augmentava, cosa que va fer que els escapats iniciessin l'ascensió tan sols 1' per davant dels favorits. Entre els escapats Riblon fou el primer a moure's, deixant enrere els seus companys d'escapada, els quals ben aviat són neutralitzats pel gran grup. Entre els favorits ben aviat comencen els atacs: Robert Gesink (Belkin Pro Cycling Team) i Thomas Voeckler (Team Europcar) són els primers a intentar-ho a 10 km pel cim. Serà però, Nairo Quintana (Movistar Team) el que ataqui amb més força, superant primer a Voeckler i Gesink i a 5 km del cim a Riblon. Quintana passarà en primera posició pel cim de Pailhères, adjudicant-se el Souvenir Henri Desgrange de la present edició del Tour. En finalitzar el descens Quintana era agafat per Pierre Rolland (Team Europcar) que havia saltat del gran grup durant l'ascensió, però només començar l'ascensió a Ax 3 Domaines el colombià es queda sol al capdavant. Pel darrere el Team Sky, amb Vassil Kirienka i Richie Porte al capdavant, imprimeixen un fort ritme de baixada i durant els primers quilòmetres de l'ascensió final, cosa que provoca els primers símptomes de debilitat entre alguns favorits, com ara Tejay Van Garderen (BMC Racing Team). A manca de 5 km Chris Froome (Team Sky) llença l'atac definitiu, deixant enrere la resta de favorits i superant a Nairo Quintana, que encara es mantenia al capdavant. Froome guanyarà l'etapa amb quasi un minut sobre el seu company d'equip Porte, mentre Alejandro Valverde (Movistar Team) arribarà a poc més d'un minut. Alberto Contador (Team Saxo-Tinkoff), ajudat en tot moment per Roman Kreuziger, passa per greus problemes i no pot seguir el ritme dels millors, així com tampoc Joaquim Rodríguez (Team Katusha), perdent en l'arribada 1' 45" i 2' 06" respectivament. Andy Schleck (RadioShack-Leopard) perd 3' 34", Cadel Evans (BMC Racing Team) 4' 13" i el fins aleshores líder Daryl Impey (Orica-GreenEDGE) 7' 50". Això fa que el nou mallot groc passi a ser el britànic Chris Froome.

## Esprints
| Primer  | Johnny Hoogerland (NED)  | 20 pts |
| Segon   | Jean-Marc Marino (FRA)   | 17 pts |
| Tercer  | Rudy Molard (FRA)        | 15 pts |
| Quart   | Christophe Riblon (FRA)  | 13 pts |
| Cinquè  | André Greipel (GER)      | 11 pts |
| Sisè    | Peter Sagan (SVK)        | 10 pts |
| Setè    | Mark Cavendish (GBR)     | 9 pts  |
| Vuitè   | Danny van Poppel (DEN)   | 8 pts  |
| Novè    | Joan Antoni Flecha (CAT) | 7 pts  |
| Desè    | Sylvain Chavanel (FRA)   | 6 pts  |
| Onzè    | Thomas de Gendt (BEL)    | 5 pts  |
| Dotzè   | Lieuwe Westra (NED)      | 4 pts  |
| Tretzè  | Fabio Sabatini (ITA)     | 3 pts  |
| Catorzè | Kris Boeckmans (BEL)     | 2 pts  |
| Quinzè  | Maciej Bodnar (POL)      | 1 pt   |

| Primer  | Christopher Froome (GBR)         | 20 pts |
| Segon   | Richie Porte (AUS)               | 17 pts |
| Tercer  | Alejandro Valverde (ESP)         | 15 pts |
| Quart   | Bauke Mollema (NED)              | 13 pts |
| Cinquè  | Laurens ten Dam (NED)            | 11 pts |
| Sisè    | Mikel Nieve (ESP)                | 10 pts |
| Setè    | Roman Kreuziger (CZE)            | 9 pts  |
| Vuitè   | Alberto Contador (ESP)           | 8 pts  |
| Novè    | Nairo Quintana (COL)             | 7 pts  |
| Desè    | Igor Antón (ESP)                 | 6 pts  |
| Onzè    | Joaquim Rodríguez (CAT)          | 5 pts  |
| Dotzè   | Rui Alberto Faria da Costa (POR) | 4 pts  |
| Tretzè  | Jean-Christophe Péraud (FRA)     | 3 pts  |
| Catorzè | Romain Bardet (FRA)              | 2 pts  |
| Quinzè  | Daniel Martin (IRL)              | 1 pt   |

## Ports de muntanya
- 1. Cota de Saint-Ferréol. 374m. 4a categoria (km 80) (2,2 km al 5,4%)

| Primer | Rudy Molard (FRA) | 1 pt |
| 1r  | Nairo Quintana (COL)             | 25 pts |
| 2n  | Pierre Rolland (FRA)             | 20 pts |
| 3r  | Mikel Nieve (ESP)                | 16 pts |
| 4t  | Peter Kennaugh (GBR)             | 14 pts |
| 5è  | Richie Porte (AUS)               | 12 pts |
| 6è  | Christopher Froome (GBR)         | 10 pts |
| 7è  | Alejandro Valverde (ESP)         | 8 pts  |
| 8è  | Rui Alberto Faria da Costa (POR) | 6 pts  |
| 9è  | Michael Rogers (AUS)             | 4 pts  |
| 10è | Laurens ten Dam (NED)            | 2 pts  |

| 1r | Christopher Froome (GBR) | 20 pts |
| 2n | Richie Porte (AUS)       | 16 pts |
| 3r | Alejandro Valverde (ESP) | 12 pts |
| 4t | Bauke Mollema (NED)      | 8 pts  |
| 5è | Laurens ten Dam (NED)    | 4 pts  |
| 6è | Mikel Nieve (ESP)        | 2 pts  |

## Classificació de l'etapa
|    | Ciclista                 | Equip                   | Temps      |
| -- | ------------------------ | ----------------------- | ---------- |
| 1  | Chris Froome (GBR)       | Team Sky                | 5h 03' 18" |
| 2  | Richie Porte (AUS)       | Team Sky                | + 51"      |
| 3  | Alejandro Valverde (ESP) | Movistar Team           | + 1' 08"   |
| 4  | Bauke Mollema (NED)      | Belkin Pro Cycling Team | + 1' 10"   |
| 5  | Laurens ten Dam (NED)    | Belkin Pro Cycling Team | + 1' 16"   |
| 6  | Mikel Nieve (ESP)        | Euskaltel–Euskadi       | + 1' 34"   |
| 7  | Roman Kreuziger (CZE)    | Team Saxo-Tinkoff       | + 1' 45"   |
| 8  | Alberto Contador (ESP)   | Team Saxo-Tinkoff       | + 1' 45"   |
| 9  | Nairo Quintana (COL)     | Movistar Team           | + 1' 45"   |
| 10 | Igor Antón (ESP)         | Euskaltel–Euskadi       | + 1' 45"   |

## Classificació general
|    | Ciclista                 | Equip                   | Temps       |
| -- | ------------------------ | ----------------------- | ----------- |
| 1  | Chris Froome (GBR)       | Team Sky                | 32h 15' 55" |
| 2  | Richie Porte (AUS)       | Team Sky                | + 51"       |
| 3  | Alejandro Valverde (ESP) | Movistar Team           | + 1' 25"    |
| 4  | Bauke Mollema (NED)      | Belkin Pro Cycling Team | + 1' 44"    |
| 5  | Laurens ten Dam (NED)    | Belkin Pro Cycling Team | + 1' 50"    |
| 6  | Roman Kreuziger (CZE)    | Team Saxo-Tinkoff       | + 1' 51"    |
| 7  | Alberto Contador (ESP)   | Team Saxo-Tinkoff       | + 1' 51"    |
| 8  | Nairo Quintana (COL)     | Movistar Team           | + 2' 02"    |
| 9  | Joaquim Rodríguez (CAT)  | Team Katusha            | + 2' 31"    |
| 10 | Michael Rogers (AUS)     | Team Saxo-Tinkoff       | + 2' 40"    |

## Classificacions annexes
|    | Ciclista             | Equip                   | Punts   |
| -- | -------------------- | ----------------------- | ------- |
| 1r | Peter Sagan (SVK)    | Cannondale              | 234 pts |
| 2n | André Greipel (GER)  | Lotto-Belisol           | 141 pts |
| 3r | Mark Cavendish (GBR) | Omega Pharma-Quick Step | 128 pts |

|    | Ciclista             | Equip         | Punts  |
| -- | -------------------- | ------------- | ------ |
| 1r | Chris Froome (GBR)   | Team Sky      | 31 pts |
| 2n | Pierre Rolland (FRA) | Team Europcar | 31 pts |
| 3r | Richie Porte (AUS)   | Team Sky      | 28 pts |

|    | Ciclista                 | Equip                   | Temps       |
| -- | ------------------------ | ----------------------- | ----------- |
| 1r | Nairo Quintana (COL)     | Movistar Team           | 32h 17' 57" |
| 2n | Andrew Talansky (USA)    | Garmin-Sharp            | + 46"       |
| 3r | Michał Kwiatkowski (POL) | Omega Pharma-Quick Step | + 1' 23"    |

|    | Equip             | Temps       |
| -- | ----------------- | ----------- |
| 1r | Movistar Team     | 96h 01' 20" |
| 2n | Team Saxo-Tinkoff | + 37"       |
| 3r | AG2R La Mondiale  | + 4' 33"    |

## Abandonaments
- Matteo Bono (ITA) (Lampre-Merida). Abandona